# Eduard Kerschbaumer
Eduard Kerschbaumer (* 19. Mai 1920; † Oktober 1995) war ein österreichischer Boxer und Olympiateilnehmer von 1948.

## Boxkarriere
Kerschbaumer wurde 1947 und 1948 Österreichischer Meister im Federgewicht sowie 1950 Österreichischer Meister im Leichtgewicht. Bei einem Länderkampf gegen Deutschland 1951 verlor er gegen Günther Heidemann.
Er nahm zudem 1948 an den 14. Olympischen Sommerspielen von London teil, wo er im Federgewicht an den Start ging. Nach einem Freilos in der Vorrunde schlug er im Achtelfinale den Spanier Felipe Verdú nach Punkten und zog ins Viertelfinale ein. Beim Kampf um den Einzug ins Halbfinale und damit sicheren Gewinn einer Bronzemedaille erlitt er eine Punktniederlage gegen Francisco Núñez aus Argentinien.